# La Comictiva
La Cómictiva va ser una revista de còmics fundada a Bilbao en 1994, en què els seus 20 números es van donar a conèixer multitud d'autors, fonamentalment bascos, fins al 2001, data en què es va editar el seu últim lliurament. El seu editor i fundador va ser Natxo Allende, àlies "Torbe" (després, actor i productor integrat a la indústria pornogràfica), que, al costat de Jon Navarro, àlies "Jonardo", van publicar de manera independent un bon nombre de revistes.

## Trajectòria
El primer número del fanzine/revista va ser subvencionat pel Ajuntament de Bilbao. Aquest fet va causar odis i indiferències amb els dibuixants del fanzine "TMEO".
Al Saló del Còmic de Barcelona, es va desfermar una polèmica entre Natxo Allende i Joan Navarro, director de Glénat, quan aquest, en una taula rodona que presidia, va gosar anomenar "fanzine" a la Comictiva, cosa que va fer cabrejar al seu editor, Natxo Allende, i va tirar aquí mateix tots els còmics que en aquest moment estava presentant l'editorial de Joan Navarro. Tothom es va creure que estava preparat, però no ho estava. L'editor francès de Navarro, va quedar encantat amb tal performance.

## Col·laboradors
La revista va ser el vehicle on presentar els treballs de la EKE-ACE, L'Associació de còmic del País Basc, és a dir, una societat de dibuixants bascos de còmics. Nombrosos autors van passar per la revista, entre ells calen destacar els següents:
- Els crítics de còmics: Manuel Barrero, Borja Crespo, Carlos Cristóbal, Rubén Ontiveros i Javier Riva,
- Els dibuixants de còmics: Álex de la Iglesia, Santiago Segura, Javirroyo, Roberto Garay, Mauro Entrialgo, Paco Alcázar, Abel Ippólito, Roberto Bergado, María Colino, Bernardo Vergara, Lalo Kubala, José Luis Agreda (autor de Barrabás y el elefante errante), Jali, Josep Busquet, Pablo Velarde, Ramón F. Bachs, Fermín Solís, Alfredo Requejo, Del Peral Pineda, Pedro Vera i Jon Mikel Udakiola, entre d'altres.

Natxo Allende, a més de fer les seves pròpies pàgines, s'encarregava, com a editor i director, de 
| « | porta tot el treball, buscar la publicitat, tirar de l'orella als col·laboradors més lents (entre els quals m'incloc), fer les seves pàgines, etc. Jo crec que funciona per ell, i que es podria seguir l'exemple, encara que anés amb altres continguts. | » |

## Números
- Número 1. Bilbao Resurge
- Número 2. Extra Post Verano
- Número 3. Todo Garay
- Número 4. Entrevista a Álex de la Iglesia
- Número 5. Que pasa con el cómic vasco?
- Número 6. Especial el cómic y la música
- Número 7. Entrevista a Alvarortega
- Número 8. Especial Terror
- Número 9. Entrevista a Miguel Ángel Martin
- Número 10. Especial Cómic y Futbol
- Número 11. Mención Especial Angouleme
- Número 12. Pasión Irrefrenable
- Número 13. América América
- Número 14. Especial Chicas
- Número 15. Especial Quinto Aniversario
- Número 16. Especial Tele Basura
- Número 17. 100% Comic
- Número 18. Especial Fin de Milenio
- Número 19. Especial Desamor
- Número 20. Último número

## Contingut
| Números | Anys | Títol               | Autoria          | Tipus |
| ------- | ---- | ------------------- | ---------------- | ----- |
|         | 1994 | Los años conjurados | José Luis Ágreda | Sèrie |
|         | 1996 | Barrabás            | José Luis Ágreda | Sèrie |

## Premis
- Finalista en dues edicions dels premis del Saló del Còmic de Barcelona 1996 al millor fanzine.
- Premi al millor fanzine europeu al Festival del Còmic d'Angulema 1997